# إدغار شنايدر
إدغار شنايدر (بالألمانية: Edgar Schneider)‏ (و. 1949  م) هو لاعب كرة قدم، من ألمانيا، ولد في بفورتسهايم، يلعب كمهاجم.

## روابط خارجية
- إدغار شنايدر على موقع قاعدة بيانات كرة القدم.إي يو (الإنجليزية)
- إدغار شنايدر على موقع بيانات كرة القدم. دي إي (الألمانية)
- إدغار شنايدر على موقع عالم كرة القدم.نت (الإنجليزية)